# جهد مشبكي
يشير الجهد المشبكي إلى فرق الجهد عبر الغشاء بعد المشبكي الناتج عن عمل الناقلات العصبية عند المشبك العصبي.بصيغة أخرى، هو الإشارة «الواردة» التي يستقبلها العصبون. هناك نوعان من الجهود المشبكية: الجهود الإستثارية والتثبيطية. يعتمد نوع الجهد الناتج على كل من المستقبلات البعد مشبكية، وبشكل أكثر تحديدًا التغييرات في موصلية القنوات الأيونية في الغشاء البعد مشبكي، وطبيعة الناقل العصبي المُطلق. تعمل الجهود الاستثارية البعد مشبكية (EPSPs) على إزالة استقطاب الغشاء وتحريك جهد الغشاء أقرب إلى العتبة لتوليد جهود الغعل. في المقابل، تعمل الجهود التثبيطية البعد مشبكية (IPSPs) على زيادة/فرط استقطاب الغشاء وتحريك جهد الغشاء بعيدًا عن العتبة، مما يقلل من احتمالية حدوث جهد الفعل. من المرجح أن يتم تنفيذ الجهود الاستثارية البعد مشبكية (EPSPs) بواسطة الناقلات العصبية الغلوتامات والأسيتيل كولين، بينما من المرجح أن يتم تنفيذ الجهود التثبيطية البعد مشبكية (IPSPs) بواسطة الناقلات العصبية غابا(GABA) والجلايسين.

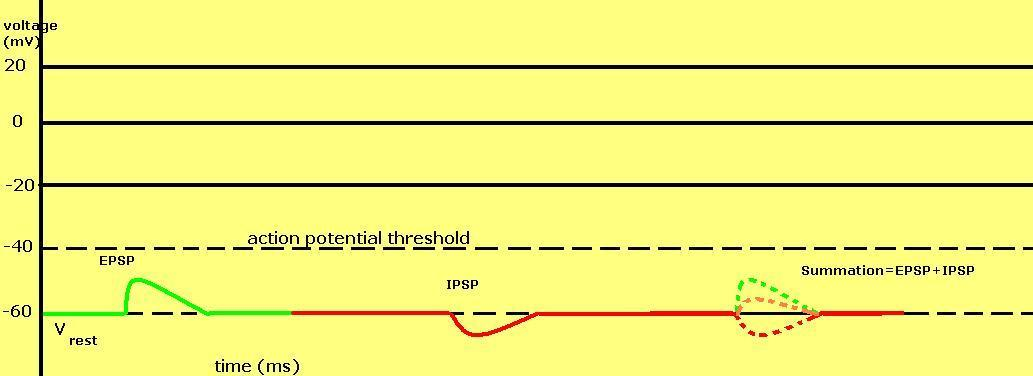
رسم بياني يوضح تأثيرات EPSPs وIPSPs على جهود الغشاء.